# Idioma siríaco
El siríaco (en siríaco clásico: ܠܫܢܐ ܣܘܪܝܝܐ, romanizado: Leššānā Suryāyā) es un conjunto de dialectos del arameo, un idioma semítico hablado en Oriente Próximo que en algún momento de su apogeo se habló en la mayor parte del Creciente Fértil.
El arameo ha existido al menos desde el siglo XII a. C. y ha evolucionado con el correr de todos estos siglos; mientras que el siriaco hizo su aparición durante el período helenístico y no tuvo una escritura propia, sino alrededor del siglo i d. C., en que se creó la escritura siríaca, la cual proviene del alfabeto arameo.
El siríaco clásico llegó a ser la principal lengua literaria Oriente Medio desde el siglo iv d. C. hasta el viii d. C., así como un vehículo de transmisión cultural y religiosa del cristianismo ortodoxo sirio, difundiéndose a través de Asia hasta lugares tan lejanos como las costas malabares de la India y el oriente de China. E, incluso, también llegó a servir a árabes y persas (aunque en menor medida para estos últimos) como medio de comunicación y diseminación cultural. Al tiempo que el idioma clásico de Edesa se preservaba en una vasta colección literaria.
Siendo principalmente un medio de expresión del cristianismo, el siriaco tuvo una fundamental influencia cultural y literaria en el desarrollo de la lengua árabe, la cual lo reemplazaría hacia el fin del siglo viii. En la actualidad, el siriaco sigue siendo el idioma litúrgico para los cristianos asirios.
De un modo general, el vocablo «siríaco» se utiliza para referirse a todo el arameo clásico de la antigüedad tardía; pero, más específicamente, se refiere a la lengua clásica de Edesa, que se convirtió en el idioma litúrgico de la Iglesia Siria Oriental.

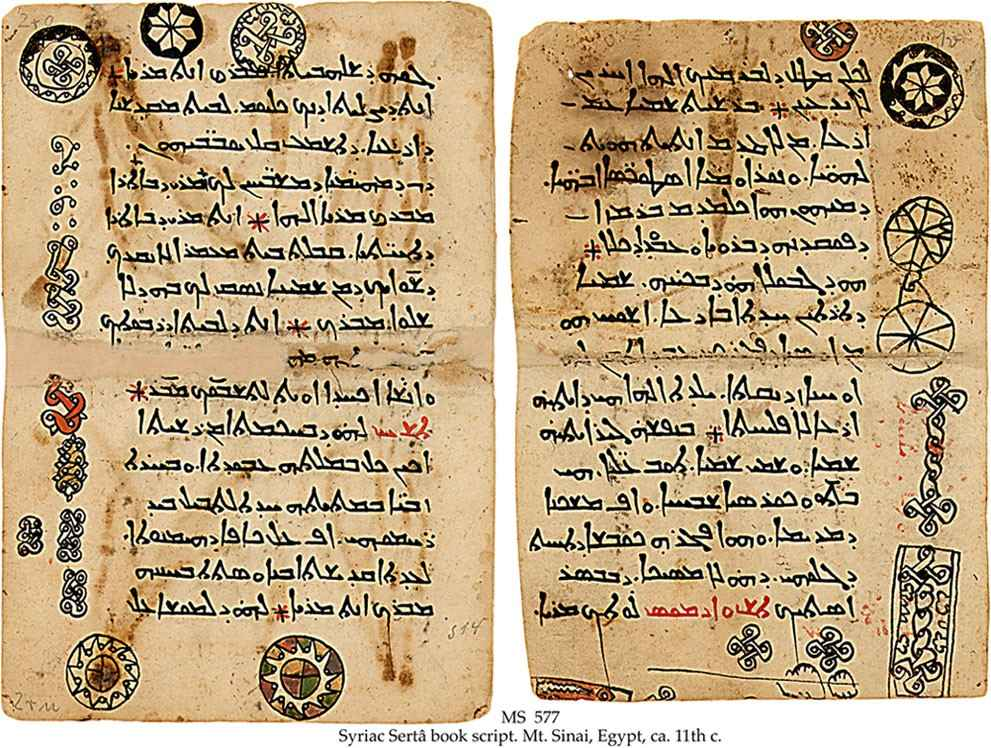
Un manuscrito siríaco del siglo xi (estilo serto) procedente del Monasterio de Santa Catalina en el Sinaí (Egipto)

## Difusión
El siriaco fue originalmente un dialecto arameo del norte de Mesopotamia; el cual, en su forma actual, se ha desarrollado bajo la influencia del cristianismo. Antes de que el árabe se convirtiera en la lengua dominante, el siriaco era un idioma importante entre las comunidades cristianas de Oriente Próximo, Asia Central y Kerala (India).
El siglo xx vio la aparición de ideologías nacionalistas, en ocasiones intolerantes, que perjudicaron enormemente a las comunidades de habla aramea. De hecho, debido a problemas políticos y religiosos inherentes a Oriente Próximo, el uso de la lengua siríaca, ya de por sí reducido, ha retrocedido fuertemente. La emigración masiva que ha afectado a los cristianos orientales ha causado que se encuentren, desde hace algunas décadas, comunidades de habla siriaca en América del Norte y Sur, así como en Europa.
A comienzos del siglo xxi, unas 400 000 personas[cita requerida] muy dispersas geográficamente hablan dialectos del siríaco; sin embargo, se encuentran localizadas principalmente en el sureste de Turquía y el norte de Irak, así como en pequeñas comunidades de Líbano, Siria, Irán, Armenia, Georgia y Azerbaiyán, donde tienen una marcada influencia de las lenguas dominantes locales.

Evolución histórica del siríaco. Del Creciente Fértil, a ciertos enclaves en los llanos de Nínive, Tur Abdin y las ciudades sirias de Qamishli y Mâlula.

## Evolución

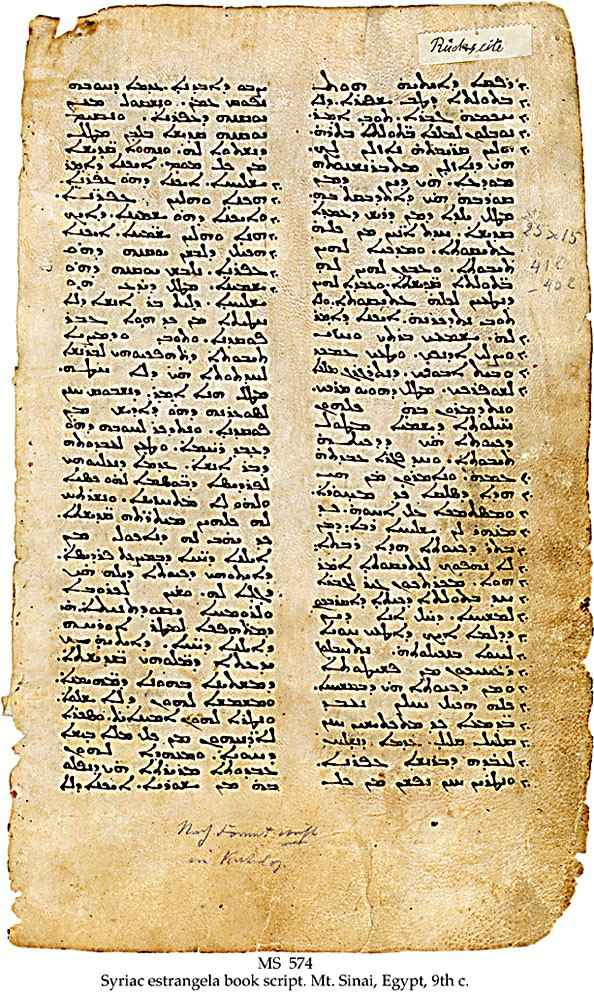
Homilía al Evangelio de Juan. Manuscrito siríaco en estilo estrangelo, siglo ix.

La evolución del siriaco puede agruparse en tres fases distintas:
- Siriaco antiguo — El idioma del Reino de Osroena.
- Siriaco medio — «Literario», se subdivide en:
  - Siriaco medio occidental — Lengua literaria y eclesiástica de los cristianos sirios y maronitas.
  - Siriaco medio oriental — Lengua literaria y eclesiástica de los cristianos caldeos y asirios.
- Siriaco moderno — Grupo de dialectos arameos que persisten hasta nuestros días con reminiscencias de la lengua clásica.

### Arameo
El arameo aparece en Siria y Mesopotamia, al menos desde el primer milenio anterior a nuestra era. Desde el siglo XII a. C., tribus arameas provenientes del sur se instalaron en lo que hoy es Siria e Irak.
Los arameos de la Siria antigua jamás fundaron un imperio unitario, no obstante, lograron consolidarse en diversas ciudades-Estado tales como Damasco, Hamath y Arpad.
La difusión geográfica del arameo se debe al hecho de que se oficializó el uso de esta lengua bajo la hegemonía de los antiguos imperios de Asiria, Babilonia y, luego, Persia. Por ello se encuentran sus hablantes actuales dispersos por todo Oriente Próximo.
En ese tiempo, fue la lengua franca de Oriente Medio, en una versión relativamente uniforme y muy rica, conocida con el nombre de «arameo imperial», que fue reemplazando progresivamente otros idiomas semíticos como el hebreo (siglo VI a. C., luego del exilio de Babilonia) y el fenicio (siglo I a. C.), aunque este último sobrevivió por algún tiempo más en el norte de África a través de su variante púnica.

### Orígenes
El siriaco comenzó como un dialecto sin escritura del antiguo arameo en el Septentrión mesopotámico. La primera evidencia que tenemos de tales dialectos es su influencia en el arameo imperial escrito a partir del siglo V a. C.
Tras la conquista de Siria y Mesopotamia por Alejandro Magno, el siríaco y otros dialectos arameos empezaron a escribirse en reacción al helenismo; aun cuando, después de la introducción del griego, el arameo se mantuvo como idioma de intercambio. La ortografía siriaca se adoptó de la del arameo arsácida.
En 132 a. C., el Reino de Osroena se fundó en la ciudad de Edesa y se adoptó el siríaco, el dialecto arameo local, como idioma oficial del reino. Todavía los sirios consideran Edesa como la cuna de su lengua.
Como idioma oficial, al siríaco se le dotó de una relativa uniformidad en su forma, estilo y gramática, de la cual carecían otros antiguos dialectos arameos orientales, siendo la norma de Edesa la prevaleciente. Y, con la aparición del cristianismo, substituyó al arameo imperial a principios de nuestra era como versión estandarizada del arameo, difundiéndose por el antiguo Medio Oriente.
Se conocen aproximadamente 80 inscripciones que corresponden al siríaco antiguo y datan del I al III d. C. El ejemplo más temprano de lo que ya puede considerarse siríaco, más que arameo imperial, se encuentra en una inscripción del año 6 d. C. y el pergamino más antiguo que se haya encontrado en siríaco se trata de la escritura de una venta realizada en año 243 d. C. Ninguno de estos dos escritos es de temática religiosa cristiana.

### Siríaco literario

La sexta bienaventuranza (Mateo 5:8) de una Peshitta siríaca oriental. Ṭûḇayhôn l'aylên daḏkên b-lebbhôn: d-hennôn neḥzôn l'allāhâ. «Bienaventurados los puros de corazón, porque ellos verán a Dios».

Durante el siglo iii d. C., las iglesias de Edesa comenzaron a usar el siríaco como lengua litúrgica. Hay evidencia de que su adopción, en su condición de lengua vulgar, fue con un propósito misionero. Circunstancialmente, por aquel tiempo, un magno esfuerzo literario se llevaba a cabo en la producción de una traducción autorizada al siríaco de la Biblia (la Peshitta).
Aun así, fue a partir del siglo siguiente que floreció una rica literatura siriaca; siendo su edad de oro, pues se afirmó como la más extraordinaria de entre las letras arameas. Efrén el Sirio, prolífero autor cristiano y doctor de la Iglesia, fue una de las figuras más representativas de esta época, ya que produjo la más valiosa colección de poesía y teología siríaca.
En aquel tiempo, la literatura siriaca se compuso de una gran cantidad de obras versadas en Poesía, Prosa, Teología, Liturgia, Himnodia, Historia, Filosofía, Ciencia, Medicina e Historia Natural. Además, se tradujeron numerosos textos griegos al siríaco por autores como Sergio de Reshaina. Por su parte, la generalización del uso de la Peshitta favoreció la expansión del siríaco paralelamente al cristianismo, de modo que las ediciones críticas o traducciones modernas siríacas no son más que una sombra de lo que fueron en el pasado.

#### Biblia siríaca oPeshitta

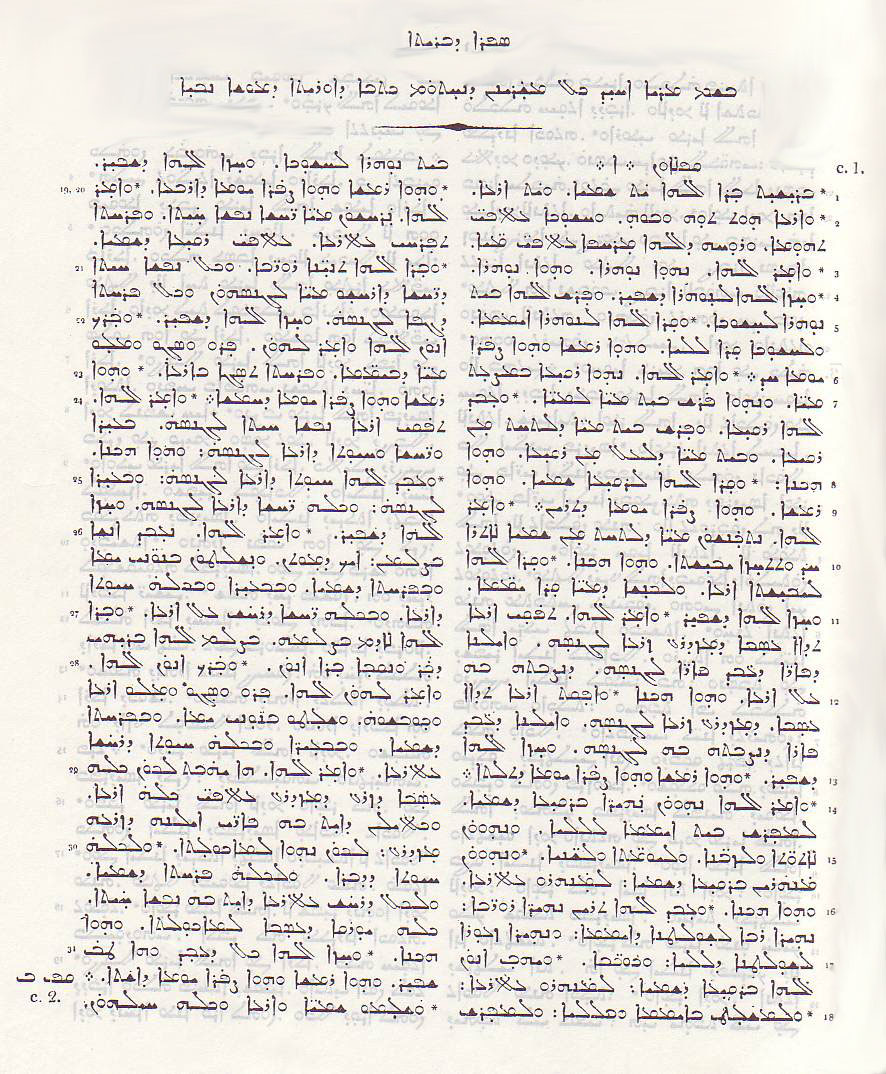
El Libro del Génesis en una Biblia siríaca o Peshitta.

Una de las más antiguas versiones conocidas del Nuevo Testamento está escrita en siríaco y es parte de la Biblia conocida como siríaca (Peshittô o Peshitta en siríaco), actualmente en uso en ciertas iglesias orientales. Fue traducida a partir de la versión griega escrita en koiné, la más antigua que se haya conocido.
Sin embargo, existe una controversia en relación con el idioma original del Nuevo Testamento, ya que algunos especialistas piensan que la versión griega proviene de la traducción de textos siríaco-arameos anteriores a ella; mientras que la mayoría sostiene que la primera versión escrita del Nuevo Testamento fue directamente redactada en griego, recordando que, incluso en la versión griega, aparecen frases arameas esparcidas en el texto, particularmente aquellas pronunciadas por Jesús que fueron conservadas en la versión original por razones religiosas. También es cierto que Jesús predicó en la lengua popular de los judíos, que era el arameo de Judea.
Junto con el hebreo, el griego y el latín, el siríaco y el arameo son los idiomas más emblemáticos de la Cristiandad.

## División
En el año 489, una parte importante de los cristianos de habla siríaca que vivían en el Imperio bizantino huyeron a Persia a causa de la creciente hostilidad y persecución por parte de los cristianos heleno-parlantes a causa de su filiación nestoriana. Las diferencias cristológicas con la Iglesia persa tuvieron como consecuencia el irreconciliable Cisma Nestoriano, que escindió la comunidad de habla siriaca.
Como resultado de esta división, el siriaco se desarrolló en dos distintas variantes: la occidental y la oriental. A pesar de seguir siendo una sola lengua con un alto nivel de comprensión entre ambas variantes, estas difieren entre sí por el empleo de características distintivas en su pronunciación, la escritura (la caligrafía empleada) y el vocabulario (aunque en menor medida).
El siriaco occidental es la lengua oficial de las siguientes Iglesias que practican el rito siríaco occidental:
- Iglesia católica maronita
- Iglesia católica siria
- Iglesia ortodoxa siríaca
- Iglesia católica siro-malankar
- Iglesia ortodoxa de Malankara
- Iglesia malankar santotomasiana

El siríaco oriental es la lengua oficial de las siguientes Iglesias que practican el rito siríaco oriental:
- Iglesia católica caldea
- Iglesia católica siro-malabar
- Iglesia asiria del Oriente
- Antigua Iglesia del Oriente
- Iglesia malabar ortodoxa

Hoy en día, en las iglesias sirias de Kerala, el siriaco a veces es reemplazado por el malabar en la liturgia, mientras que los clérigos que no hablan los idiomas locales suelen echar todavía mano de él.

### Declive y actualidad
Luego de la conquista islámica durante el siglo vii d. C., el siríaco dio paso al árabe como idioma hablado en Oriente Próximo, quedando restringido su uso a las escasas comunidades cristianas que quedaron. Las invasiones mongólicas del siglo xiii contribuyeron a incrementar el rápido declive de esta lengua. En muchos espacios, inclusive en la liturgia, fue reemplazado por el árabe.
Esta situación generó que con el tiempo el siríaco, a la par de su marginación y aislamiento, se fuera degradando en varios dialectos en los distintos rincones orientales donde se siguió hablando.
En los últimos siglos, el siriaco se ha visto muy afectado por su situación como lengua minoritaria y por el ascenso de ideologías nacionalistas en Oriente Próximo. Una gran parte de los cristianos originarios del norte de Siria (anexado por Turquía a principios del siglo xx) murieron junto con los armenios durante el genocidio de 1915. Actualmente, la comunidad siríaca denuncia ser objeto de medidas vejatorias en Turquía.
Mientras tanto, en Irak han sido reprimidas las comunidades de lengua siríaca de diversas maneras, particularmente durante la década de 1930. Una cantidad importante abandonó la región y los emigrados se establecieron en diversos países occidentales. El ascenso del Islam político durante los últimos años ha aumentado el movimiento de emigración. Más recientemente, la Guerra de Irak (2003) ha llevado a una anarquía que de hecho ha acarreado un recrudecimiento de los ataques por motivos religiosos.
Recientemente, se ha hecho un esfuerzo por escribir los dialectos hablados y proveerlos de una gramática estandarizada, entre otros motivos, para intentar paliar la desaparición de estas lenguas que se han vuelto extremadamente frágiles. El resurgimiento del siríaco ha logrado algo de éxito con la creación de un periódico literario en este idioma (ܟܬܒܢܝܐ Kthābānāyā) y la traducción de algunos libros árabes y occidentales. En Suecia, una comunidad de habla siriaca oriental se ha constituido y la ley de este país exige la enseñanza en la lengua originaria.

## Escritura
El siriaco se escribe de derecha a izquierda. Su alfabeto, como para las demás lenguas semíticas, proviene del fenicio y se compone de 22 letras que pueden unirse entre sí o no, según su posición en la palabra. Tiene, además, tres estilos de escritura:

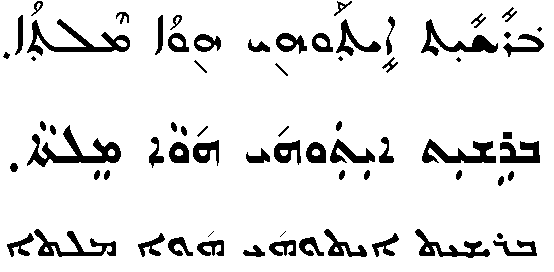
Las palabras iniciales del Evangelio de Juan: Brēšiṯ iṯaw[hy]-[h]wā melṯā. «En el principio fue la Palabra». Escritas en los tres tipos de caracteres siríacos: serto, madnhaya y estrangelo.

EstrangelâTérmino que proviene de la descripción griega de esta tipografía, στρογγυλη, 'redondeado'. Ha caído en desuso, pero en ocasiones es utilizada por los especialistas. Las vocales pueden indicarse por medio de pequeños signos.
SertâLineal. El siriaco occidental es el que más se escribe con esta tipografía que es una simplificación del estilo estrangelâ. Las vocales son indicadas por un sistema diacrítico procedente de las vocales griegas.
MadnhâyâOriental. Se utiliza para escribir el siríaco oriental. Se llama a veces nestoriana porque se consideraba que los siriacos del este eran seguidores de las ideas de Nestorio. Es más semejante al estrangelâ que el serta. Las vocales se indican gracias a otro sistema diacrítico: puntos alrededor de las consonantes, parecido al árabe.
Cuando el árabe comenzó a imponerse en el Creciente Fértil, los cristianos, en un principio, lo escribían con caracteres siriacos. Estos escritos son llamados karshuni o garshuni. A su vez, el alfabeto árabe fue tomado del nabateo, una escritura aramea utilizada en la región de Petra.

## Gramática
Las palabras siriacas, al igual que como sucede en los demás idiomas semíticos, se construyen a partir de raíces triconsonánticas, un grupo dado de tres consonantes con un significado “base”, entre las cuales se colocan una serie variante de vocales a manera de "soldadura" para la composición de conceptos afines. Por ejemplo, la raíz ܫܩܠ - ŠQL, tiene el significado básico de "tomar", con lo que tenemos las siguientes palabras que pueden formarse a partir de esta raíz:
- ܫܩܠ — šqal: "él tomó-cogió-agarró"
- ܢܫܩܘܠ — nešqûl: "él tomará-cogerá-agarrará"
- ܫܩܠ — šāqel: "él toma-coge-agarra / él es tomado-cogido-agarrado"
- ܫܩܠ — šaqqel: "él levantó"
- ܐܫܩܠ — ašqel: "él se fue"
- ܫܩܠܐ — šqālâ: "una toma, carga, porción o sílaba"
- ܫܩ̈ܠܐ — šeqlē: "recaudaciones, ganancias, impuestos"
- ܫܩܠܘܬܐ — šaqlûṯā: "una bestia de carga"
- ܫܘܩܠܐ — šûqālâ: "arrogancia"

### Sustantivos
La mayoría de los sustantivos se construyen, como ya se ha dicho, a partir de raíces triconsonánticas. Llevan género (masculino o femenino), pueden ser singulares o plurales en número (solo unos cuantos son duales) y pueden estar en alguno de los tres estados gramaticales para el siriaco; la función de estos estados es parcialmente correspondiente a la de los casos gramaticales en otros idiomas.
- El estado absoluto es la forma básica del sustantivo — ܫܩܠܝ̈ܢ, šeqlîn, "impuestos".
- El estado enfático representa un sustantivo particular — ܫܩ̈ܠܐ, šeqlē, "los impuestos".
- El estado construido señala un sustantivo en relación con otro — ̈ܫܩܠܝ, šeqlay, "impuestos de...".

Sin embargo, mientras se desarrollaba el siriaco clásico, el estado enfático se fue imponiendo con rapidez como la forma ordinaria del sustantivo y los otros dos estados, el absoluto y el construido, fueron relegados a ciertas expresiones simples; tales como: ܒܪ ܐܢܫܐ / ܒܪܢܫܐ, bar nāšâ, "hombre", literalmente "hijo del hombre".
En el siriaco antiguo y clásico temprano, el genitivo se construía casi siempre usando el estado construido. Por ejemplo, ܫܩܠܝ̈ ܡܠܟܘܬܐ, šeqlay malkûṯâ expresaba la idea de "los impuestos del reino". Pero la relación construida no tardó mucho en ser abandonada por el uso de la partícula relativa ܕ, d-. De manera que la misma frase nominal ahora queda: ܫܩ̈ܠܐ ܕܡܠܟܘܬܐ, šeqlē d-malkûṯâ, en donde ambos sustantivos están en estado enfático. Aun así, en siriaco se tiene la posibilidad de reforzar aún más la relación gramatical entre ambos sustantivos mediante la adición de un sufijo pronominal. Por tanto, la misma frase también puede escribirse como sigue: ܫܩܠܝ̈ܗ ܕܡܠܟܘܬܐ, šeqlêh d-malkûṯâ. En este caso, ambos sustantivos continúan estando en estado enfático, pero el primero lleva el sufijo que hace referencia al otro, su complemento; es decir que lo modifica de suerte que se entienda como "sus impuestos" en alusión a "reino", dando a la frase el sentido literal de "sus impuestos del reino".
Los adjetivos siempre concuerdan en género y número con los sustantivos que modifican. Van en estado absoluto si son predicativos; pero, si son atributivos, concuerdan con el estado de su sustantivo. Así, ܒܝܫܝ̈ܢ ܫܩ̈ܠܐ, bîšîn šeqlē, significa "los impuestos son malos", mientras que ܫܩ̈ܠܐ ܒܝ̈ܫܐ, šeqlē ḇîšē, significa "los malos impuestos".

### Verbos
La mayoría de los verbos también se construyen de raíces triconsonánticas. Los verbos finitos indican persona, género (excepto en la primera persona) y número, además del tiempo y la conjugación. Las formas verbales infinitas son el infinitivo y los participios pasivos.
El siriaco tiene solamente dos tiempos morfológicos verdaderos: perfecto e imperfecto. Y aunque estos tiempos fueron originalmente aspectuales en el arameo, llegaron a constituir un verdadero tiempo pasado y futuro, respectivamente. Mientras que, por su parte, el presente se expresa con el participio seguido de un pronombre subjetivo; con excepción de la tercera persona, en la que se omite el pronombre. Este uso del participio para indicar el tiempo presente es el más común de un número de tiempos compuestos que pueden construirse para expresar las más distintas nociones de tiempo y aspecto.
En siriaco también se hace uso de conjugaciones verbales, tal y como acontece en otras lenguas semíticas; estas suponen modificaciones regulares de las raíces verbales para expresar otros cambios de significado. La primera conjugación es el estado base o pə`al (su nombre sigue la forma de la raíz); forma verbal que porta el significado normal de la expresión. El siguiente es el estado intensivo o pa``el; forma verbal que implica un significado intensificado. El tercero es el estado extensivo o ap̄`el; forma verbal, a menudo, de significado causativo. Asimismo, cada una de estas conjugaciones tiene su equivalente pasivo: eṯpə`el, eṯpa``al y ettap̄`al respectivamente; a fin de que estas seis conjugaciones cardinales puedan ser añadidas a algunas formas irregulares; tales como šap̄`el y eštap̄`al, que tienen un significado extensivo.

## Fonología
El siriaco clásico tiene dos modos principales de pronunciación: el occidental y el oriental. No obstante, hay algunas variaciones en la pronunciación del siriaco en sus distintas modalidades. Los diversos dialectos vernáculos del arameo oriental moderno tienen pronunciaciones completamente distintas y estas a veces influyen en la forma en que se habla la lengua clásica, como por ejemplo, en una oración pública. Sin considerar la gran influencia que reciben de las lenguas dominantes de las regiones en que subsisten.

### Consonantes
El alfabeto siriaco consta de 22 consonantes cuyos sonidos son:
| Transliteración | ʾ   | b        | g        | d        | h   | w   | z   | ḥ   | ṭ    | y   | k        | l   | m   | n   | s   | ʿ   | p        | ṣ    | q   | r   | š   | t        |
| Letra           | ܐ   | ܒ        | ܓ        | ܕ        | ܗ   | ܘ   | ܙ   | ܚ   | ܛ    | ܝ   | ܟ        | ܠ   | ܡ   | ܢ   | ܣ   | ܥ   | ܦ        | ܨ    | ܩ   | ܪ   | ܫ   | ܬ        |
| Pronunciación   | [ʔ] | [b], [v] | [ɡ], [ɣ] | [d], [ð] | [h] | [w] | [z] | [ħ] | [tˤ] | [j] | [k], [x] | [l] | [m] | [n] | [s] | [ʕ] | [p], [f] | [sˤ] | [q] | [r] | [ʃ] | [t], [θ] |

El siriaco comparte con el arameo un conjunto de pares consonánticos oclusivos/fricativos ligeramente diferenciados. En las distintas variaciones de una misma raíz léxica, alguna consonante de la raíz puede ser oclusiva en una variación y fricativa en otra. En el alfabeto siriaco, se usa una sola letra para cada par. A veces se coloca un punto sobre la letra (qûššāyâ o fortalecimiento; equivalente al dáguesh hebreo) para indicar una pronunciación oclusiva; o uno debajo (rûkkāḵâ o suavización), en caso de que sea fricativa. Los pares son:
- Par labial sonoro — /b/ y /v/
- Par velar sonoro — /ɡ/ y /ɣ/
- Par dental sonoro — /d/ y /ð/
- Par velar sordo — /k/ y /x/
- Par labial sordo — /p/ y /f/
- Par dental sordo — /t/ y /θ/

El siriaco dispone de cinco consonantes enfáticas:
- Consonante fricativa faríngea sorda — /ħ/
- Consonante oclusiva dental sorda faringalizada — /tˤ/
- Consonante fricativa faríngea sonora — /ʕ/
- Consonante fricativa alveolar sorda faringalizada — /sˤ/
- Consonante oclusiva uvular sorda — /q/

Estas son consonantes que se articulan o emiten en la faringe o un poco más arriba.
Además, también cuenta con este grupo de consonantes silbantes:
- Consonante fricativa alveolar sonora — /z/
- Consonante fricativa alveolar sorda — /s/
- Consonante fricativa alveolar sorda faringalizada — /sˤ/
- Consonante fricativa prepalatal sorda — /ʃ/

| Punto de articulación → | Punto de articulación → | Labial   | Labial        | Coronal | Coronal  | Coronal      | Coronal                 | Dorsal  | Dorsal | Dorsal | Radical    | (ninguno) |
| Modo de articulación ↓  | Modo de articulación ↓  | Bilabial | Labio- dental | Dental  | Alveolar | Pre- palatal | Faringa- lizada coronal | Palatal | Velar  | Uvular | Farín- gea | Glotal    |
| Oclusiva                | sonora                  | b        |               | d       |          |              |                         |         | ɡ      |        |            |           |
| Oclusiva                | sorda                   | p        |               | t       |          |              | tˤ                      |         | k      | q      |            | ʔ         |
| Nasal                   | Nasal                   | m        |               |         | n        |              |                         |         |        |        |            |           |
| Vibrante                | Vibrante                |          |               | r       | r        | r            |                         |         |        |        |            |           |
| Fricativa               | sonora                  |          | v             | ð       | z        |              |                         |         | ɣ      |        | ʕ          |           |
| Fricativa               | sorda                   |          | f             | θ       | s        | ʃ            | sˤ                      |         | x      |        | ħ          | h         |
| Aproximante             | Aproximante             |          |               | l       | l        | l            | l                       | j       | w      |        | (ʕ)        |           |

### Vocales
Las vocales siriacas se hallan regularmente subordinadas a las consonantes, como en los otros idiomas semíticos, y tienden, especialmente en presencia de una consonante enfática, a semicentralizarse.
El siriaco clásico tiene el siguiente grupo de vocales distinguibles:
- Vocal cerrada anterior no redondeada — /i/
- Vocal semicerrada anterior no redondeada — /e/
- Vocal semiabierta anterior no redondeada — /ɛ/
- Vocal abierta anterior no redondeada — /a/
- Vocal abierta posterior no redondeada — /ɑ/
- Vocal semicerrada posterior redondeada — /o/
- Vocal cerrada posterior redondeada — /u/

En el dialecto occidental, /ɑ/ se torna /o/ y la /o/ original se cambia a /u/. A su vez, en los dialectos orientales hay una mayor versatilidad en la pronunciación de las vocales anteriores, ya que algunos hablantes pueden distinguir en ellas hasta cinco cualidades, mientras que otros solo tres.
En siriaco, la longitud de las vocales por lo regular no importa: las vocales cerradas tienden a ser más largas que las abiertas. Y estas últimas pueden diptongarse con los aproximantes /j/ y /w/.
Finalmente, en casi todos los dialectos, los grupos completos de diptongos que se pueden formar se desprenden en dos o tres pronunciaciones modernas:
- /aj/ en ocasiones, monoptongado /e/
- /aw/ por lo general, mudado como /ɑw/
- /ɑj/ por lo general, mudado como /aj/, pero en el dialecto occidental /oj/
- /ɑw/ en ocasiones, monoptongado /o/